# Haflinger (automòbil)
|  | Per a altres significats, vegeu «Haflinger». |

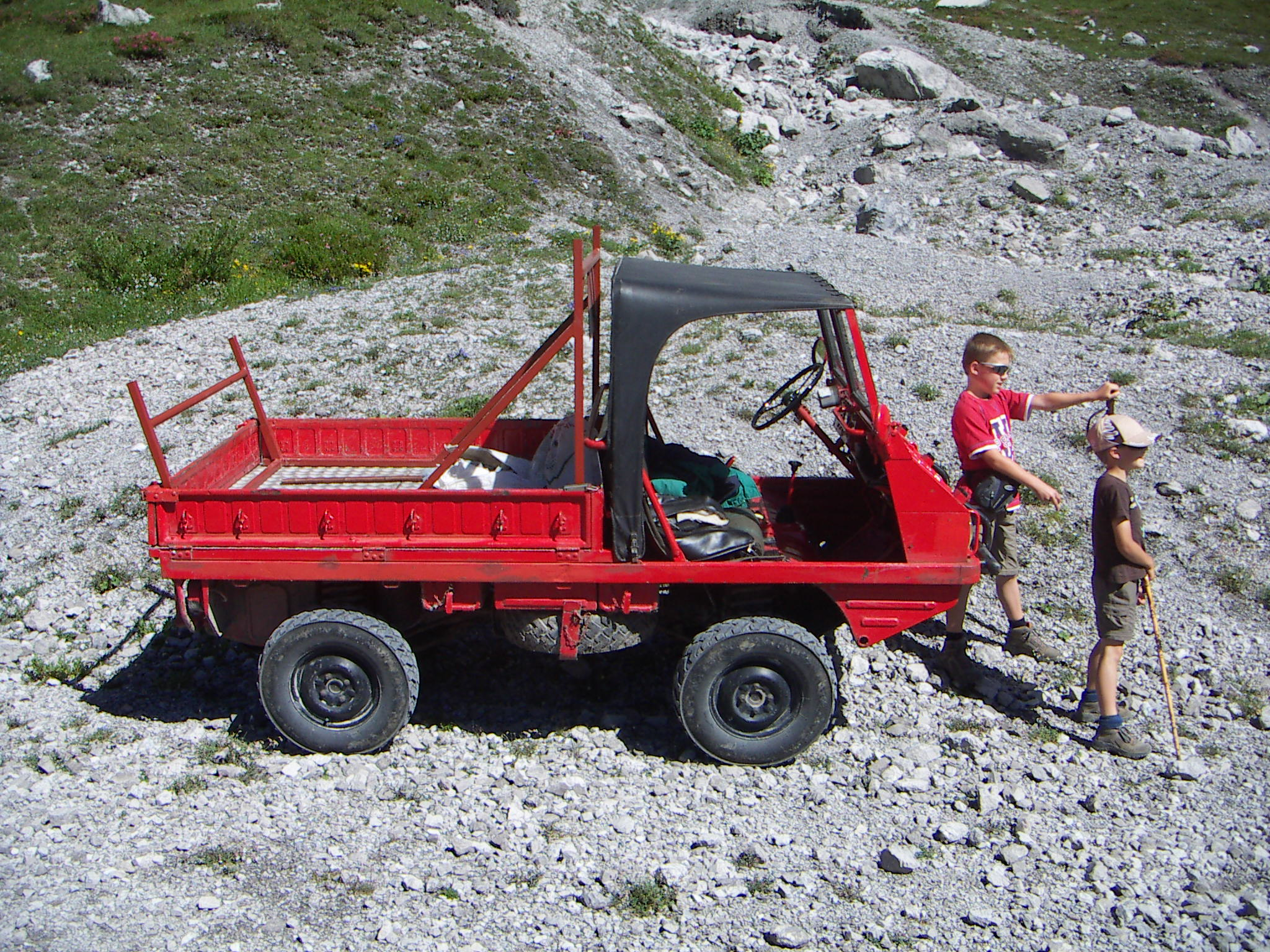
Haflinger de costat, mostrant les seves dimensions reduïdes.

El Haflinger és un automòbil tot terreny petit i lleuger que fou fabricat des de 1959 fins a 1974 per la companyia austríaca Steyr-Daimler-Puch. Se'n fabricaren 16.647 unitats i els clients principals foren els exèrcits d'Àustria i Suïssa.
Amb unes dimensions aproximades de 2.850 mm de llarg, 1.350 mm d'ample i un pes de 600 Kg té una càrrega útil de 500 Kg.
El nom de Haflinger ve de la famosa raça de cavalls de muntanya.

## Característiques
Els Haflinger han demostrat un comportament fora de carretera excel·lent i unes qualitats molt interessants, fet que cal atribuir a un disseny enginyós basat en les característiques següents:
- Centre de gravetat molt baix (per a un vehicle tot terreny) mercès a un xassís tubular central situat molt baix i elements superiors reduïts al mínim.
- Angles d'atac molt generosos tant marxa avant com marxa enrere.
- Diferencials en l'eix de davant i posterior, blocables en marxa (que permeten avançar sempre que una roda tingui tracció).
- Disseny de la transmissió segons el "sistema de portal". Els paliers se situen més amunt del centre de les rodes i transmeten la potència a cada roda mitjançant una reducció formada per un pinyó i una roda dentada (aquesta darrera concèntrica amb la roda). Això permet que el càrter del diferencial quedi en una posició més elevada, augmentant la distància al sòl.[3]

- Suspensió de 4 rodes independents, amb un recorregut d'uns 25 cm.
- Motor de 2 cilindres tipus bóxer, refredat per aire. De 643 cc, 24 CV i situat en posició posterior.

## Història
El dissenyador del Haflinger fou l'enginyer austríac Erich Ledwinka, fill del famós Hans Ledwinka (enginyer pioner i inventor notable en el sector de l'automòbil).
Un dels invents de Hans Ledwinka fou, precisament, el disseny i la construcció de camions amb rodes independents. Molt millors que les suspensions amb eix rígid per a circular per terrenys irregulars.

## Els Haflinger en l'actualitat
Hi ha propietaris de Haflinger en diverses parts del món. Molts pertanyen a clubs i associacions d'afeccionats als automòbils tot terreny, que organitzen proves i concursos de conducció per recorreguts difícils (amb neu, fang, rieres, forts pendents, etc.).
A la localitat de Hafling o Avelengo (Itàlia) se celebra cada any una reunió clàssica amb concentració de propietaris i automòbils Haflinger.